# F-12,826
F-12,826 je agonist 5-HT1A receptora. Studije su pokazale da ligandi 5-HT1A receptora modulišu katalepsiju izazvanu antipsihoticima.